# Julia Benet
Julia Benet (La Paquita, Córdoba, 29 de abril de 1990) es una exjugadora de voleibol argentina. Ganó la medalla de plata en los Juegos Suramericanos de 2010 representando a su país.

## Trayectoria
Benet comenzó a jugar al voleibol en el club Villa Dora a los 15 años. Debido a su altura, fue convocada para entrenar con Selección Argentina Juvenil, lo que la proyectó en su carrera profesional. Disputó varias temporadas de la Liga Femenina de Voleibol Argentino con 9 de Julio de Freyre, Bell Vóley y Villa Dora, y en 2013 se consagró campeona de la Liga Superior del Voleibol Boliviano jugando para Universitario de Chuquisaca.
Entre 2014 y 2016 compitió en el ámbito del voleibol playero, haciendo dupla con Cecilia Peralta y Virginia Zonta. Jugó en el Circuito Sudamericano de Voleibol de Playa, en el Volleyball World Beach Pro Tour y en la Copa Continental.

## Selección nacional
Representó a la Argentina a nivel internacional, tanto a nivel juvenil como a nivel mayor.
En 2010 ganó la medalla de plata en el torneo de voleibol femenino los Juegos Suramericanos y la de bronce en la Copa Final Four.

## Vida personal
Benet fue adoptada en su infancia por una familia de la ciudad de Santa Fe. Conoció 
a su padre Pablo Baldo, exjugador profesional de voleibol, en 2007, cuando ambos coincidieron como entrenador y jugadora en el club 9 de Julio de Freyre.
Trabaja como psicóloga deportiva y es autora del libro El vóley me salvó.